# Thomas Pretzl

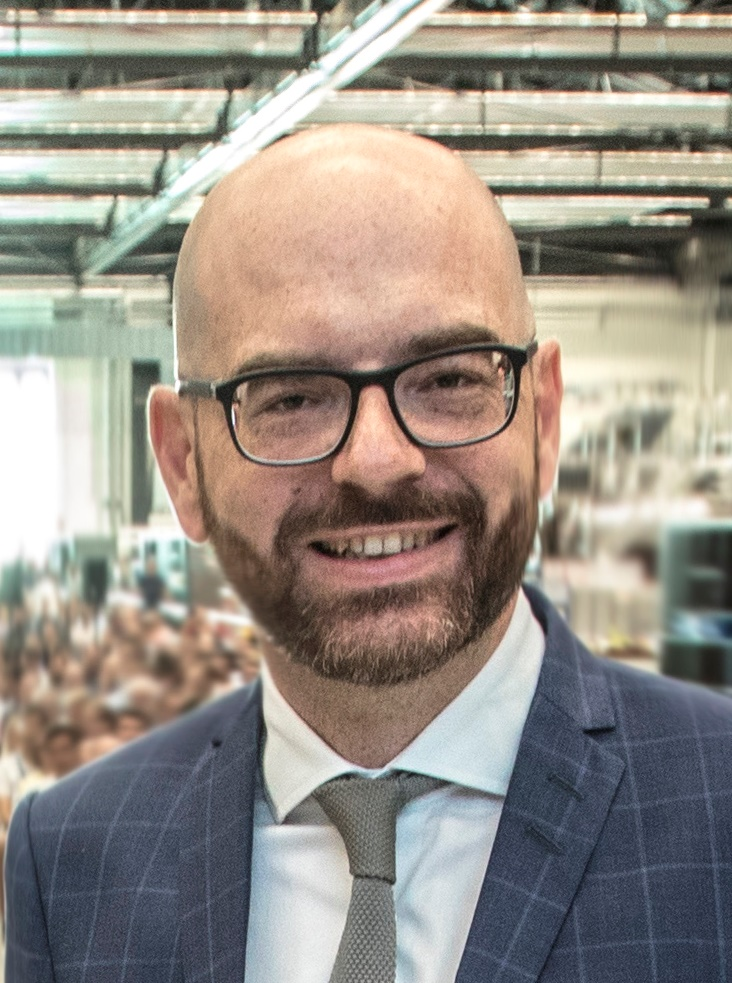
Thomas Pretzl (2019)

Thomas Pretzl (* 13. April 1975 in Ingolstadt) ist ein deutscher Gewerkschafter und Betriebsratsvorsitzender der Airbus Defence and Space GmbH am Standort Manching. 
Seit 2010 ist er stellvertretender Vorsitzender des Aufsichtsrats, Vorsitzender des Gesamtbetriebsrats der Airbus Division Defence and Space und stellvertretender Vorsitzender des Konzernbetriebsrats. Er ist Mitglied im SE-Betriebsrat der Airbus Group SE (Europäischer Betriebsrat) und Co-Vorsitzender des European Committee Airbus Defence and Space.

## Werdegang
Thomas Pretzl begann 1991 seine berufliche Laufbahn bei Airbus Defence and Space in Manching in der damaligen Messerschmitt-Bölkow-Blohm (MBB) mit einer Ausbildung zum Fluggerätemechaniker. Nach  Fortbildungen zum Maschinenbautechniker und technischen Betriebswirt war er zuletzt im Bereich Eurofighter Logistik tätig. Während seiner Ausbildung engagierte er sich als Jugendvertreter. Seit 1998 gehört er dem Manchinger Betriebsrat an und 2010 hat er den Betriebsratsvorsitz übernommen. 2022 wurde Thomas Pretzl erneut an die Spitze des Manchinger Betriebsrats sowie zum Vorsitzenden des Gesamtbetriebsrats gewählt. Er ist Mitglied im Ortsvorstand der IG Metall Verwaltungsstelle Ingolstadt und vertritt die Arbeitnehmerinteressen im Wirtschaftsbeirat des Landkreises Pfaffenhofen.